# Estadio Narendra Modi
El Estadio Narendra Modi (anteriormente: Estadio de Cricket Sardar Vallabhbhai Patel, en guyaratí: નરેન્દ્ર મોદી સ્ટેડિયમ) es un estadio de críquet situado dentro del Enclave Deportivo Sardar Vallabhbhai Patel en Ahmedabad, en el estado Guyarat en la India.  Es el estadio más grande del mundo, con un aforo de 132 000 espectadores. Es propiedad de la Asociación de Críquet de Guyarat y en él se celebran partidos de críquet de tipo Test, ODI, T20I y de la Premier League de la India.
El estadio se construyó en 1983 y se renovó por primera vez en 2006. Se convirtió en la sede habitual de los partidos internacionales en la ciudad. En 2015, el estadio fue cerrado y demolido antes de ser reconstruido por completo en febrero de 2020, con un coste estimado de 800 millones de rupias (100 millones de dólares).
Aparte del críquet, el estadio ha acogido varios programas organizados por el Gobierno de Gujarat. Ha albergado partidos durante las Copas Mundiales de Críquet de 1987, 1996 y 2011. Hasta 2022, el estadio ha albergado 14 partidos tipo Tests, 27 ODIs, 6 partidos T20I y 2 partidos IPL.
El 24 de febrero de 2021, el estadio fue rebautizado como Estadio Narendra Modi por la Asociación de Críquet de Guyarat en honor al actual primer ministro de la India, Narendra Modi, oriundo de Guyarat, que también fue presidente de la Asociación de Críquet de Guyarat (2009-2014) y ministro principal del estado de 2001 a 2014. Acogió su primer partido de prueba el 24 de febrero de 2021 entre India e Inglaterra.